# Sergio Gioino
Sergio Alejandro Gioino Ponce (Buenos Aires, 27 marzo 1974) è un ex calciatore argentino, di ruolo attaccante.